# Malgachinsula
Malgachinsula é um gênero de mariposa pertencente à família Crambidae.